# Regressão de Poisson
Em estatística, regressão de Poisson é uma forma de análise de regressão usada para modelar contagem de dados e tabelas de contingência. Regressão de Poisson assume a variável resposta Y como uma distribuição de Poisson, e assume que o logaritmo de seu valor esperado pode ser modelado por uma combinação linear de parâmetros desconhecidos. Um modelo de regressão de Poisson é algumas vezes conhecido como um modelo log-linear, especialmente quando usado a modelos de tabelas de contingência.
No caso mais simples com uma única variável independente x, o modelo toma a forma:
{\displaystyle \log(\operatorname {E} (Y))=a+bx.\,}
Se Yi são observações independentes com valores correspondente xi da variável preditor (ou independente), quando a e b podem ser estimadas por máxima verossimilhança se o número de valores distintos x é ao menos 2. A máxima verossimilhança estima o lapso como expressão de forma fechada e deve ser encontrada por métodos numéricos.
Modelos de regressão de Poisson são modelo lineares generalizados com o logaritmo como a função de ligação (canônica) e a função de distribuição de Poisson